# 陳碧鏵
陳碧鏵（CHAN Bik-wah, Prudence），香港人，前八達通控股有限公司行政總裁。

## 簡歷
- 嘉諾撒聖心書院預科畢業[1][2]
- 1983年至1989年先後在施樂、3M等三間文儀用品公司工作
- 1989年至1999年，香港電訊，離職前職位為零售業務總經理
- 1999年至2001年，數碼通營運總裁
- 2001年至2006年，VISA香港及澳門區總經理
- 2006年至2010年，八達通行政總裁，於2010年8月4日宣佈6個月後離職
- 2011年2月7日，電視廣播有限公司業務總經理，主管：專責國際業務[3]，於同年10月14日離職。[4]
- 2011年，恆隆地產租務及銷售董事 [5]

## 八達通私隱資料事件
2010年7月7日，陳碧鏵以八達通控股有限公司行政總裁的身分首次回應事件，表示公司未曾出售八達通客戶的資料；至7月20日，陳則改為表示公司曾轉讓240萬名「八達通日日賞」計劃會員的資料予第三者，共兩所公司；至7月26日，陳才確認公司曾出售計劃會員的資料予第三者，共六所公司，並獲得利益4,400萬元。直至7月29日，陳始公佈收取資料的六所公司名稱。
事件引起公眾關注，陳碧鏵在完成私隱專員聆訊後才向公眾披露有關詳情，社會輿論批評陳碧鏵公然說謊，誠信受到質疑。八達通公司的大股東港鐵公司決定於7月30日傍晚召開緊急董事局會議，研究整頓八達通公司的管治、修訂八達通公司的管理架構，以及是否需要指示八達通公司，要求辭退陳碧鏵或要陳碧鏵自動辭職。在各方的壓力下，陳終在8月4日宣布辭職；但根據合約規定，行政總裁在辭職需要六個月通知期，陳遂留任至2011年2月。